# Mroczeń (Stargard)
Mroczeń osiedle Stargardu, położone w południowej części miasta, przy linii kolejowej do Gdańska. 